# Darrelle Revis
Darrelle Shavar Revis (* 14. Juli 1985 in Aliquippa, Pennsylvania) ist ein ehemaliger US-amerikanischer American-Football-Spieler auf der Position des Cornerbacks. Er spielte für die New York Jets, die Tampa Bay Buccaneers, die New England Patriots und die Kansas City Chiefs insgesamt elf Jahre in der National Football League (NFL) – acht davon für die Jets. Mit den Patriots gewann er den Super Bowl XLIX.
Revis galt als einer der besten Cornerbacks in der NFL, als seine größte Stärke wird die Manndeckung angesehen, womit er den ihm zugeteilten Wide Receiver oftmals komplett aus dem Spiel nahm. Sein Spitzname „Revis Island“ (Revis-Insel) ist eine Anspielung darauf, dass gute Wide Receiver von Revis so gut aus dem Spiel genommen werden, dass sie „auf der Revis-Insel gestrandet sind“.

## College
Revis besuchte nach seinem Abschluss an der heimischen Aliquippa Senior High School die University of Pittsburgh in der gleichnamigen Stadt. Dort spielte er direkt in seinem ersten Jahr College Football für die Pittsburgh Panthers. Für die Mannschaft bestritt er in seiner ersten Saison alle zwölf Spiele und startete in elf davon. Dabei gewannen die Panthers acht von zwölf Spielen und nahmen später auch am Fiesta Bowl teil. Dieser wurde am 1. Januar 2005 im Sun Devil Stadium gegen die Utah Utes ausgetragen und die Panthers unterlagen mit 7:35. Nach Ende der Postseason wurde Revis von der Sportzeitschrift The Sporting News ins All-American Freshman First Team gewählt.
Zur neuen Saison wurde Trainer Walt Harris überraschend durch Dave Wannstedt ersetzt. Unter dem neuen Trainer lief es dann nicht mehr so gut für die Panthers, die anschließend nur noch fünf von elf Spielen gewannen. Revis zeigte dabei dennoch gute Leistungen und war einer der besten Verteidiger in der Big East Conference, weshalb er zum Beispiel ins All-Big East First Team gewählt wurde.
Die Bilanz der Panthers besserte sich auch in der nächsten Saison nicht wesentlich und so wurde erneut die Postseason nicht erreicht. Revis zeigte dabei aber erneute gute Leistungen und erhielt mehrere Ehrungen nach Ende der Saison. Zudem entschied er sich am Ende der Saison dazu, die Universität vorzeitig zu verlassen und sich ein Jahr früher für den NFL Draft anzumelden.

## NFL

### Draft
Um eine bessere Position in der ersten Runde des NFL Drafts 2007 zu erhalten, tauschten die New York Jets am 28. April 2007 ihre Auswahlrechte in der ersten, zweiten und fünften Runde mit den Carolina Panthers gegen ein höheres Wahlrecht in der ersten Runde und einen Sechst-Runden-Pick. Die Jets wählten mit dem ertauschten vierzehnten Pick Darrelle Revis aus. Nachdem er gedraftet wurde, unterschrieb Revis erst im August seinen Vertrag bei den Jets, der über sechs Jahre gültig war.

### New York Jets

#### Die Rookiesaison
In seiner ersten Saison wurde er von Trainer Eric Mangini direkt zum Starter auf der Position des Cornerbacks ernannt und war damit der erste Rookie der Jets seit Ray Mickens, der dies schaffte. Als linker Cornerback spielte er eine solide Saison und startete in 16 Spielen. Dabei gelangen ihm drei Interceptions, er erzwang einen Fumble und verzeichnete 87 Tackles. Doch nach 16 Spieltagen waren die Jets nur dritter in der AFC East und verpassten die Play-offs.

#### Saison 2008: Erster Pro Bowl
Zur Saison 2008 verpflichtete die Jets den fast 40-jährigen Brett Favre als Quarterback. Mit Favre als Starting-Quarterback erzielten die Jets in der Offense deutlich mehr Punkte als im Jahr zuvor und auch Revis gelang in der vierten Woche der laufenden Saison gegen die Arizona Cardinals nach einer Interception sein erster Touchdown in der NFL. Doch in der Defense lief es trotz Revis guter Leistungen weiter schlecht und so verpassten die Jets auch in dieser Saison als dritter hinter den New England Patriots und den Miami Dolphins die Play-offs.
Revis Leistungen fanden aber durch seine Berufung zum Pro Bowl dennoch Anerkennung. Beim Pro Bowl war er neben Nnamdi Asomugha und Cortland Finnegan einer von drei Cornerbacks im Team der American Football Conference (AFC). Während des Spiels saß er dann vorläufig auf der Bank und wurde erst später eingewechselt. Auf dem Feld gelang ihm dann aber immerhin eine Interception, wobei er den Football mit nur einer Hand fing.

#### Saison 2009: Erste Play-offs

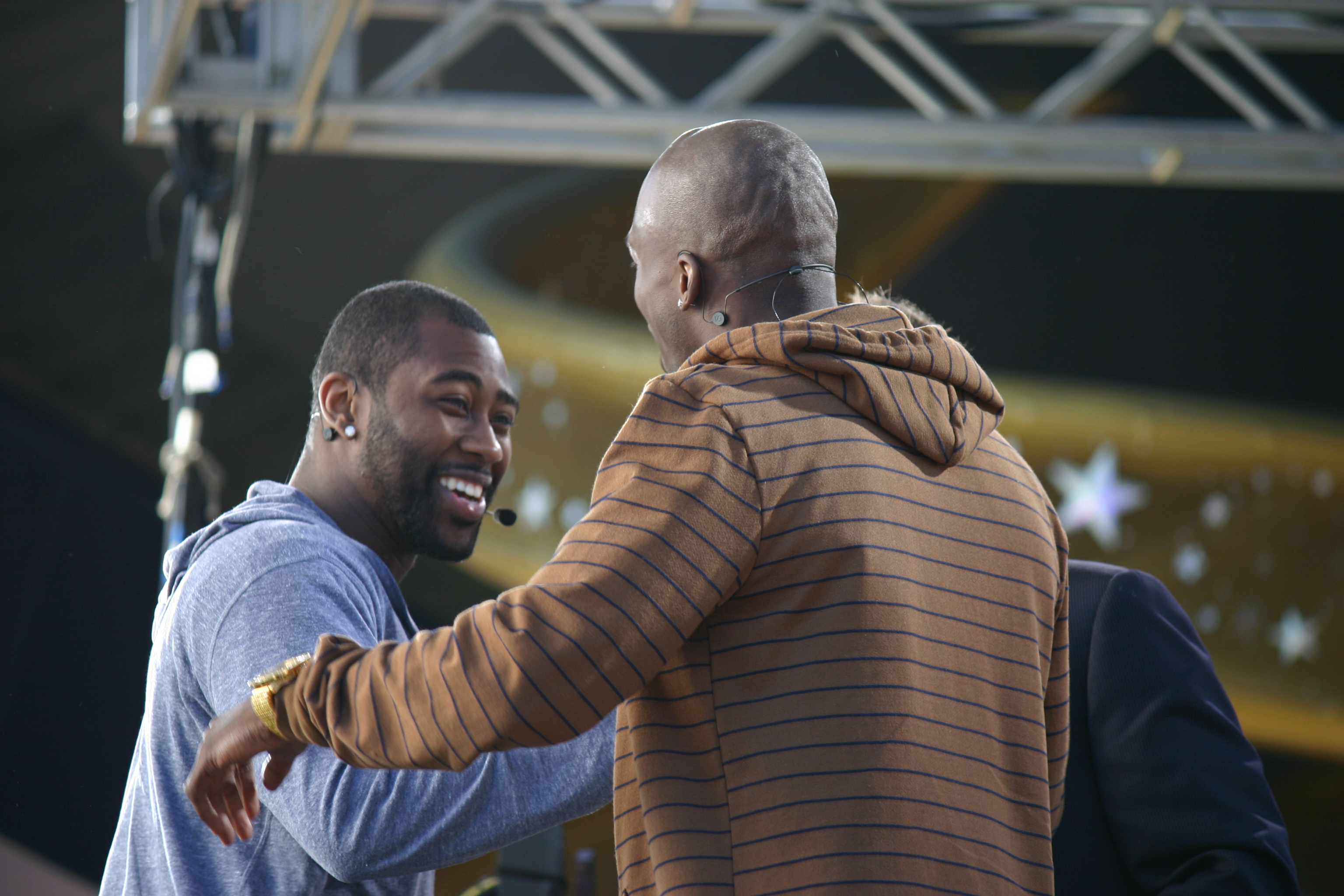
Darrelle Revis und Chad Ochocinco bei ESPN The Weekend

Nach drei enttäuschenden Spielzeiten unter Eric Mangini wurde dieser entlassen und die Jets verpflichteten Rex Ryan als neuen Head Coach. Unter dessen Leitung steigerte sich sowohl die Leistung der Jets insgesamt als auch die von Revis. In den ersten Spielen der Saison schaffte er es die beiden Pro Bowl Wide Receiver Andre Johnson und Randy Moss unter einem Raumgewinn von 35 Yards zu halten. In der fünften Woche der Saison unterlief ihm dann gegen die Miami Dolphins allerdings ein großer Fehler, so dass der gegnerische Wide Receiver Ted Ginn Jr. nach Fangen des Footballs 53 Yards zurücklegen konnte und einen Touchdown erzielte. Abgesehen von diesem Fehler spielte Revis eine herausragende Saison und wurde erneut in den Pro Bowl gewählt. Zudem wurde Revis zweiter bei der Wahl zum NFL Defensive Player of the Year. Die Jets mussten zum Ende der Saison die Cincinnati Bengals besiegen um in die Play-offs einzuziehen. Dies gelang den Jets, die am Ende mit 37:0 gewannen, wobei Chad Ochocinco, der von Revis gedeckt wurde, nicht einen Pass fing.
Sechs Tage später trafen die Jets in den Play-offs dann erneut auf die Bengals. Diesmal gelang Ochocinco gegen Revis immerhin zweimal das Fangen des Footballs bei einem Raumgewinn von 28 Yards. Revis schaffte dagegen eine Interception und so gewannen die Jets am Ende mit 24:14 gegen die Bengals. Der nächste Gegner, in der zweiten Woche der Play-offs, waren die San Diego Chargers. Im Spiel gegen diese verhinderte Revis zwei Pässe und ihm gelang erneut eine Interception, welche diesmal das Spiel wendete, sodass die Jets knapp mit 17:14 gewinnen konnten. Somit war den Jets erstmals seit der Saison 1998 wieder die Teilnahme am AFC Championship Game geglückt, wo sie auf die Indianapolis Colts trafen. Gegen die Colts verteidigte Revis erneut gut und ließ nur zwei Passfänge zu. Dennoch ließen die Jets mit 30 zu viele gegnerische Punkte zu und erzielten dabei selber nur 17, wobei sie in der zweiten Hälfte nicht einen Punkt erzielten.

#### Saison 2010: Erneutes scheitern im AFC Championship Game

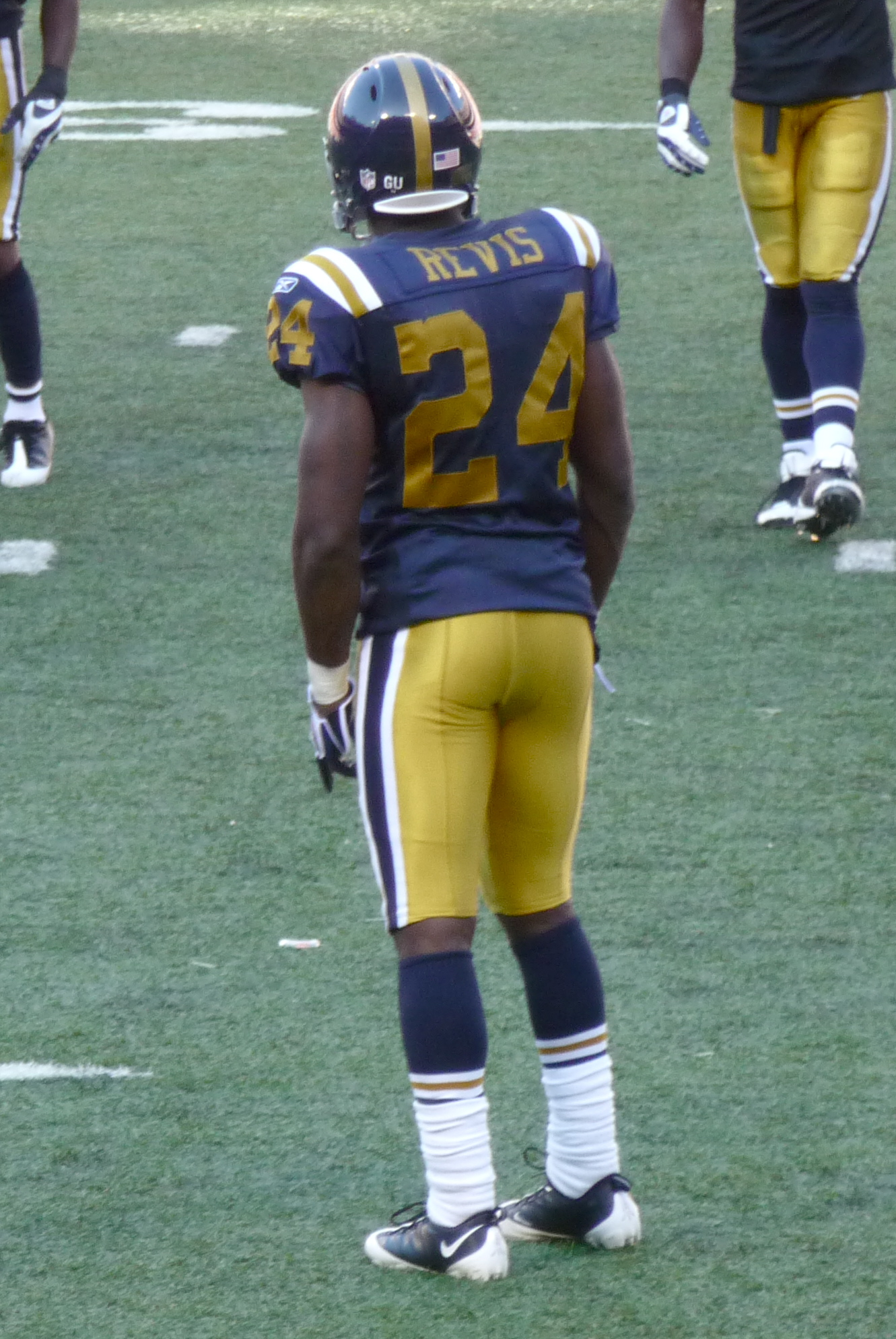

Die Saisonvorbereitung der Jets verpasste Revis wie auch schon in seiner Rookiesaison erneut, da er mit den Jets neue Vertragsbedingungen aushandelte. Am 5. September unterschrieb er dann eine Woche vor Saisonbeginn einen neuen Vertrag über vier Jahre.
Nach einer Niederlage im ersten Saisonspiel gegen die Baltimore Ravens verletzte sich Revis beim zweiten Saisonspiel gegen die New England Patriots, welches gewonnen wurde. Daher musste er drei Spieltage lang aussetzen, ehe er gegen die Denver Broncos wieder über die volle Distanz spielen konnte. Danach hatten die Jets eine spielfreie Woche, so dass sich Revis weiter von seiner Verletzung erholen konnte. Den Rest der Saison spielte er in der Startaufstellung der Jets und wurde mit diesen Zweiter in der AFC East und erreichte das AFC Wildcard Game. Dort trafen die Jets auf die Colts und schafften es sich für die Niederlage im Jahr zuvor zu revanchieren und gewannen knapp mit 17:16. Der von Revis gedeckte Wide Receiver der Colts, Reggie Wayne, fing dabei nur einen Pass. Im darauf folgenden Spiel gegen den Divisions-Rivalen New England Patriots gewannen die Jets ebenfalls. Danach scheiterten sie jedoch erneut im AFC Championship Game, da sie gegen die Pittsburgh Steelers verloren.

#### Saison 2011: Verpasste Play-offs
Nachdem die Jets in der Saison 2011 gut starteten und mit 8 Siegen bei 5 Niederlagen auf Play-off-Kurs lagen, verloren sie die letzten drei Spiele und verpassten es mit einer 8:8 Bilanz knapp, zum dritten Mal in Folge die Play-offs zu erreichen. Revis persönlich hatte trotzdem eine weitere gute Saison und wurde zum vierten Mal in den Pro Bowl und zum dritten Mal ins First-Team All-Pro gewählt. Damit zementierte er seine Position als einer der besten Cornerbacks in der Liga.

#### Saison 2012: Kreuzbandriss
Im ersten Spiel der Saison 2012 gegen die Buffalo Bills hatte Revis fünf Tackles sowie eine Interception, musste das Spiel aber wegen einer leichten Gehirnerschütterung vorzeitig verlassen und musste auch im zweiten Spiel pausieren. Im dritten Spiel der Saison gegen die Miami Dolphins eroberte Revis einen Fumble, bevor er wiederum wegen einer Verletzung, diesmal im Knie, das Spiel vorzeitig beenden musste. Diese Verletzung stellte sich am nächsten Tag als Kreuzbandriss heraus, womit Revis den Rest der Saison verpasste und von den Jets auf die Injured Reserve List gesetzt wurde.

### Tampa Bay Buccaneers

#### Saison 2013: Comeback Player of the Year
Im April 2013 wurde bekannt, dass Revis zu den Tampa Bay Buccaneers transferiert werden würde, er erhielt für den 6-Jahres-Vertrag geschätzte 96 Millionen US-Dollar. Die Jets bekamen im Gegenzug für Revis den 2013 Erstrunden-Draftpick (#13) und einen Viertrunden-Draftpick von den Buccaneers. Revis spielte zwar eine starke Saison, wurde erneut in den Pro Bowl gewählt, und wurde außerdem nach seinem Kreuzbandriss als NFL Comeback Player of the Year ausgezeichnet. Die Buccaneers jedoch hatten große Probleme und konnten nur 8 von 16 Spielen gewinnen. Da die Defense der Buccaneers vor allem auf Zonendeckung setzte, passte Revis als Spezialist für Manndeckungs nicht perfekt ins Schema. Zudem belastete sein hohes Gehalt die Gehaltsobergrenze (Salary Cap) erheblich. Der Vertrag wurde aus diesen Gründen nach nur einer Saison aufgelöst und Revis wurde zum ersten Mal in seiner Karriere zum Free Agent.

### New England Patriots

#### Saison 2014: Super-Bowl-Sieg
Im März 2014 wurde, nur wenige Stunden nach seiner Entlassung bei den Buccaneers, bekannt, dass er einen Einjahresvertrag bei den New England Patriots, für geschätzte 12 Millionen Dollar, erhielt. Mit den Patriots spielte Revis eine starke Saison und wurde als Starter in den Pro Bowl und ins First-Team All-Pro gewählt. Die Patriots zogen nach einer Regular Season mit 12:4 Siegen in die Play-offs ein. Im AFC Championship Game gegen die Indianapolis Colts, welches die Patriots mit 45:7 gewannen, gelang Revis eine Interception gegen Quarterback Andrew Luck. Dadurch erreichte Revis zum ersten Mal in seiner Karriere den Super Bowl. Im Super Bowl XLIX verzeichnete er ein Tackle, zudem sackte er Quarterback Russell Wilson einmal. Die Patriots besiegten die Seattle Seahawks und Revis gewann damit seinen ersten Super Bowl. In den beiden letzten Play-off-Spielen der Saison (AFC Championship Game und Super Bowl) erlaubte Revis insgesamt nur einen gefangenen Pass der von ihm gedeckten Gegenspieler.
Nach seiner ersten Saison in New England lehnten die Patriots die Option ab, Revis’ Vertrag für 20 Millionen Dollar um ein weiteres Jahr zu verlängern, womit Revis erneut zum Free Agent wurde.

### Wiedervereinigung mit den New York Jets
Am 10. März 2015 verpflichteten die New York Jets Darrelle Revis mit einem Fünfjahresvertrag über insgesamt 70 Millionen Dollar, davon 39 Millionen garantiert. Damit kehrte er zu dem Team zurück, welches ihn 2007 gedraftet hatte. Allerdings wurde er zum Start der Free Agency am 9. März 2017 aus Salary-Cap-Gründen entlassen.

### Kansas City Chiefs
Am 22. November 2017 unterschrieb Revis einen Zweijahresvertrag bei den Kansas City Chiefs. Vor Beginn der Saison 2018 beendete Revis seine Karriere in der NFL.

## Persönliches
Revis’ Eltern heißen Diana Gilbert und Darryl Revis. Er hat zwei Geschwister, DéAudra und Terry. Seine Mutter war zu High-School-Zeiten in der Leichtathletik aktiv, und sein Onkel Sean Gilbert spielte von 1992 bis 2003 als Defensive Lineman in der NFL.
Revis hat eine Tochter, Deyani, und einen Sohn, Jayden. Im Dezember 2012 veröffentlichte Nike einen von Revis entworfenen Schuh namens Nike Zoom Revis.

## Statistik

### National Football League (NFL)
| Jahr  | Team  | Spiele gespielt | Spiele als Starter | Tackles | Sacks | Pässe verhindert | Interceptions | Fumbles erzwungen | eroberte Fumbles | Touchdowns |
| ----- | ----- | --------------- | ------------------ | ------- | ----- | ---------------- | ------------- | ----------------- | ---------------- | ---------- |
| 2007  | NYJ   | 16              | 16                 | 87      | 0,0   | 17               | 3             | 0                 | 1                | 0          |
| 2008  | NYJ   | 16              | 16                 | 58      | 1,0   | 16               | 5             | 1                 | 2                | 1          |
| 2009  | NYJ   | 16              | 16                 | 54      | 0,0   | 31               | 6             | 0                 | 0                | 1          |
| 2010  | NYJ   | 13              | 13                 | 32      | 0,0   | 9                | 0             | 0                 | 2                | 0          |
| 2011  | NYJ   | 16              | 16                 | 52      | 0,0   | 21               | 4             | 0                 | 0                | 1          |
| 2012  | NYJ   | 2               | 2                  | 11      | 0,0   | 3                | 1             | 1                 | 1                | 0          |
| 2013  | TB    | 16              | 16                 | 50      | 1,0   | 11               | 2             | 2                 | 1                | 0          |
| 2014  | NE    | 16              | 16                 | 50      | 0,0   | 16               | 2             | 1                 | 1                | 0          |
| 2015  | NYJ   | 14              | 14                 | 39      | 0,0   | 9                | 5             | 0                 | 4                | 1          |
| 2016  | NYJ   | 15              | 15                 | 53      | 0,0   | 5                | 1             | 0                 | 0                | 1          |
| 2017  | KC    | 5               | 2                  | 11      | 0,0   | 2                | 0             | 0                 | 0                | 0          |
| Total | Total | 145             | 142                | 497     | 2,0   | 140              | 29            | 4                 | 12               | 5          |

#### New York Jets Franchise-Rekorde
- Längster Interception-Return-Touchdown (geteilt mit Aaron Glenn): 100 Yards
- Meiste Pässe verhindert (Karriere): 98